# Vörösfülű papagáj
A vörösfülű papagáj (Pyrilia haematotis) a madarak osztályának papagájalakúak (Psittaciformes) rendjébe, a papagájfélék (Psittacidae) családjába és az araformák (Arinae) alcsaládjába tartozó faj. 

## Rendszerezése
A fajt Philip Lutley Sclater és Osbert Salvin írták le 1860-ban, a Pionus nembe Pionus haematotis néven. Besorolása vitatott, egyes rendszerezők a Pionopsitta nembe sorolják Pionopsitta haematotis, vagy a Gypopsitta nembe Gypopsitta haematotis néven.

## Alfajai
- Pyrilia haematotis haematotis (Lawrence, 1862)
- Pyrilia coccinicollaris (P. L. Sclater & Salvin, 1860)[3]

## Előfordulása
Mexikó déli részétől, Közép-Amerikán keresztül Kolumbia északnyugati részéig honos. Természetes élőhelyei a szubtrópusi vagy trópusi síkvidéki és hegyi esőerdők. Magassági vonuló.

## Megjelenése
Átlagos testhossza 23 centiméter, testtömege 145-150 gramm. Feje barna, arc része fekete és vörös fültollai vannak, tollazata egy része zöld.

## Életmódja
5-10 fős csapatban, a fák között, vagy kukoricaföldön keresgéli gyümölcsökből és magvakból álló táplálékát.

## Szaporodása
Északon februárban kezdődik a szaporodási időszaka, délre haladva ez tolódik, akár augusztusig is.

## Természetvédelmi helyzete
Az elterjedési területe nagyon nagy, egyedszáma pedig stabil. A Természetvédelmi Világszövetség Vörös listáján nem fenyegetett fajként szerepel.